# Мадагаскарские низинные леса
Мадагаскарские низинные леса — экологический регион, включающий узкую полоску влажных лесов на восточном побережье острова Мадагаскар. Статус сохранности экорегиона оценивается как критический.
В целом геология вдоль восточной части острова относительно однородна. Большая часть экорегиона подстилается метаморфическими и магматическими породами фундамента. В бухте Антунгила есть залежи мрамора и кварца. Есть также узкая прибрежная равнина рыхлых песков.

## Климат
Количество осадков в экорегионе обычно превышает 2000 мм в год. В некоторых местах, например, на полуострове Масуала, годовое количество осадков может превышать 6000 мм. С мая по сентябрь проходит более прохладный и сухой период. Циклоны случаются в некоторые года с ноября по март и могут вызвать значительное разрушение среды обитания. Среднегодовая температура в лесу составляет 26 °C.

## Флора и фауна
Состав и структура растительности и виды животных зависят от высоты над уровнем моря. Экорегион давно признан важным центром эндемизма, сотни видов позвоночных животных и, возможно, тысячи видов растений признаны строго эндемичными.

### Флора
Как правило, растительность восточного побережья Мадагаскара делят на три категории: равнинные дождевые леса (до 800 м), влажные горные леса (800—1300 м) и склерофитные горные леса (выше 1300 м). Некоторые местные условия могут привести к отклонению от этих обобщений. Первая категория лесов относится к этому экорегиону, другие две относятся к экорегиону мадагаскарских субгумидных лесов.
Для этого экорегиона характерны густые вечнозелёные деревья. Низинные леса представлены родами Tambourissa, дальбергия, окотея и хурма.
Эндемизм растений в восточных лесах предположительно чрезвычайно высок. Например, 97 % из 171 вида малагасийских пальм являются эндемиками острова, причём большинство из них встречается в восточных лесах. Орхидеи также многочисленны, многие из них обитают в этих восточных лесах, одним из самых известных видов является Ангрекум полуторафутовый.

### Фауна
Разнообразие фауны лесных млекопитающих экорегиона включает все пять семейств лемуров, семь эндемичных родов грызунов, а также несколько видов рукокрылых. Среди лемуров 15 видов являются эндемичными или почти эндемичными, к таким видам относятся Eulemur cinereiceps, Eulemur collaris, Propithecus candidus, Propithecus edwardsi, волосатоухий лемур, восточный шерстистый лемур, диадемовый сифака, золотистый лемур, индри, лемур вари, мадагаскарская руконожка, рыжебрюхий лемур, рыжий вари и широконосый лемур.
В этом регионе обитает самое большое разнообразие птиц на Мадагаскаре. Из 165 зарегистрированных гнездящихся видов, зарегистрированных в восточных лесах, 42 больше нигде не встречаются. Многие виды принадлежат к эндемичным семействам Bernieridae, ванговые, земляные ракши, мадагаскарские пастушки и мадагаскарские питтовые, а также к эндемичному подсемейству Couinae. Кроме того, в этом регионе представлено 13 родов, в состав которых входят одни из самых редких птиц в мире.
Низинные леса также являются домом для многочисленных видов амфибий и рептилий. В качестве иллюстрации этого, виды хамелеонов Brookesia superciliaris, Brookesia therezieni, Calumma gallus, Furcifer bifidus ограничены этим экорегионом. Местные эндемичные гекконы включают Ebenavia inunguis, Microscalabotes bivittis, Paroedura masobe, Phelsuma antanosy, Phelsuma masohoala, Uroplatus malama, желтогорлую фельзуму, зубчатохвостую фельзуму и линейчатого плоскохвостого геккона. Большое количество сцинков и змей встречается только в этом экорегионе.
Таким образом, около 50 видов рептилий, 29 видов амфибий и, вероятно, более 100 эндемичных видов пресноводных рыб, многие из которых находятся под серьёзной угрозой, являются строгими эндемиками этого экорегиона.

## Состояние экорегиона
Лесные среды обитания в экорегионе сильно фрагментированы и деградированы. Главной же угрозой, как и в других мадагаскарских экорегионах, остаются намеренные поджоги для выращивания сельскохозяйственных культур и выпаса скота. Через 2—3 года земля забрасывается и превращается в кустарники и заросли. В некоторых районах земля деградировала до такой степени, что на ней нельзя выращивать сельскохозяйственные культуры, и она становится второстепенным пастбищем или зарастает сорняками. Ко вторичным угрозам относятся непреднамеренные лесные пожары и незаконные рубки. Процесс вырубки лесов продолжается веками, сейчас, с ростом населения и сокращением лесного покрова, на оставшиеся леса оказывается сильное давление. Лишь в нескольких местах, например, на северо-востоке полуострове Масуала, леса непрерывно простираются с большими перепадами высот, начиная с уровня моря.
Животных мир млекопитающих также находится под серьёзной угрозой — из 25 эндемичных и почти эндемичных видов 22 находятся под угрозой: 8 под критической угрозой, 9 вымирающих и 5 уязвимых.
Многие из оставшихся крупных блоков относительно нетронутой среды обитания находятся на охраняемых территориях, таких как национальные парки Масуала и Мананара и заповедники Амбатоваки и Захамена, однако они могут оказаться неэффективны в деле защиты лесов из-за нехватки материально-технических и финансовых ресурсов, плохо обозначенных и управляемых границ, плохо подготовленного персонала и растущего давления со стороны фермерских общин вокруг заповедников. Значительные площади некоторых блоков нетронутой среды обитания всё ещё встречаются за пределами этих охраняемых территорий.